# Березина Речка
Березина Речка — село в Саратовском районе Саратовской области России. С 1 января 2022 года входит в состав городского округа Саратова.

## История
В 1903 году в селе появилась первая школа. До её появления детей учил поп Иван и его дочери, Вера и Александра. В 1918—1930 годах помимо 4-летней начальной школы ещё имелся класс ликвидации безграмотности в помещении дома-усадьбы Агаповых (в настоящее время сохранившееся здание из этого комплекса является действующим детским садом). «Рост» школы происходил следующим образом:
- С 1911 года — «Двухклассное народное училище»
- Около 1918 года — земская четырёхлетняя школа
- С 1932 года — семилетняя — «Неполная средняя Березинореченская школа Саратовской сельскохозяйственной зоны»
- Около 1972 года — восьмилетняя

Когда-то местные жители села Березина Речка и посёлка «Тепличный» (в то время совхоз «Ударник») сообщались с помощью широкой тропы, проходящей через лес на Буковском пруду. Это также был краткий путь школьникам из совхоза «Ударник» в среднюю школу соседнего села.
В советские годы на территории села действовали колхозы «Новый путь», колхоз-миллионер им. Жданова.
Во время Великой Отечественной войны на средства колхоза и личные сбережения жителей села в рамках помощи фронту был куплен самолёт (1942—1943 гг.)

## Физико-географическая характеристика
Деревня располагается на юге-западной окраине Саратова, граничит с Заводским районом города, в 4 километрах от административного центра посёлка Тепличный. Село располагается по железнодорожному полотну Саратов — Волгоград, имеется станция пригородных поездов. Через весь населённый пункт протекает речка Березина.   
Климат
Климат в деревне умеренно холодный. Наблюдается большое количество осадков, даже в самый засушливый месяц (согласно классификации климатов Кёппена — Dfa). Среднегодовая температура в Березиной Речке — 6,4 °C. Среднегодовая норма осадков — 426 мм. Наименьшее количество осадков выпадает в марте и составляет 24 мм. Наибольшее количество осадков выпадает в июле, в среднем 43 мм.
| Показатель                                 | Янв.  | Фев. | Март | Апр. | Май  | Июнь | Июль | Авг. | Сен. | Окт. | Нояб. | Дек. | Год |
| ------------------------------------------ | ----- | ---- | ---- | ---- | ---- | ---- | ---- | ---- | ---- | ---- | ----- | ---- | --- |
| Средняя температура, °C                    | −10,2 | −9,7 | −3,8 | 8,1  | 15,9 | 20,4 | 22,4 | 20,7 | 14,6 | 6,6  | −1,4  | −6,7 | 6,4 |
| Норма осадков, мм                          | 37    | 26   | 24   | 25   | 37   | 42   | 43   | 43   | 39   | 33   | 40    | 37   | 426 |
| Источник: Березина Речка (норма 1982-2012) |       |      |      |      |      |      |      |      |      |      |       |      |     |

Часовой пояс
Село Березина Речка, как и вся Саратовская область, находится в часовой зоне МСК+1. Смещение применяемого времени относительно UTC составляет +4:00.
Уличная сеть
В селе восемь улиц: Вишнёвая, Магистральная, Советская, Железнодорожная, Школьная, Садовая, Золотавина и Сельская.

## Население
| 2002 | 2010  | 2019  |
| ---- | ----- | ----- |
| 1052 | ↗1065 | ↗1105 |

На 1 января 2019 года в селе проживало 1105 человек, насчитывалось 382 двора. 

## Экономика
На территории села на месте бывших складских помещений колхоза расположено производство компании «Экс-Форма» (промышленное газовое оборудование), включающее в себя литейные, механообрабатывающие и сборочные цеха. В производстве занято более 300 человек, в том числе из близлежащих населённый пунктов.
Есть комплекс теплиц. В селе действуют три предприятия розничной торговли. Мебельная фабрика «Мебель-Люкс» работает в сегментах: мягкая мебель, спальни и кровати, столы, стулья, кухонные уголки, детские, мебель для детей. 

## Инфраструктура
На территории населённого пункта свою работу осуществляют: 
- общеобразовательная школа,
- детский сад «Рябинка»,
- библиотека, книжный фонд которой составляет 4722 экземпляров, оформлена подписка на 27 наименований периодических изданий. Пользуются учреждением 456 человек[13];
- амбулатория.

По улице Золотавина работает почтовое отделение. Село газифицировано, газоснабжением пользуется 352 абонента. 
В селе работает загородный клуб «Березина Речка», который предлагает разнообразные виды отдыха на природе и с комфортом. 
На окраине села, на речке Назаровка, расположились пруды, любимое место рыбаков.

## Транспорт
Проезд от стадиона «Волга» в Саратове на автобусах / маршрутных такси № 226, 226К.
В селе есть остановочный пункт Березина Речка, на котором останавливаются пригородные электропоезда.

## Достопримечательности
- Храм в честь Иверской иконы Божией Матери работает на территории села, установлено временное строение, ведётся служба[16].